# سيمونا كاباريني
سيمونا كاباريني (بالإيطالية: Simona Caparrini)‏ هي ممثلة إيطالية، ولدت في 5 يناير 1972 بفلورنسا في إيطاليا.

## أعمال

### أفلام
- (1994) ساعي البريد
- (2012) إلى روما مع الحب[5]
- (2013) روميو وجولييت
- (2015) الرجل من يو.إن.سي.إل.إي.

## وصلات خارجية
- سيمونا كاباريني على موقع IMDb (الإنجليزية)
- سيمونا كاباريني على موقع قاعدة بيانات الفيلم (الإنجليزية)